# Штјети
Штјети (чеш. Štětí) град је у Чешкој Републици. Град се налази у управној јединици Устечки крај, у оквиру којег припада округу Литомјержице.

## Становништво
Према подацима о броју становника из 2014. године град је имао 8.895 становника.